# Вайтенхаген (Восточная Передняя Померания)
Вайтенхаген (нем. Weitenhagen) — община в Германии, в земле Мекленбург-Передняя Померания.
Входит в состав района Восточная Передняя Померания. Подчиняется управлению Ландхаген. Население составляет 1533 человека (на 31 декабря 2010 года). Занимает площадь 21,01 км².
Коммуна подразделяется на 6 сельских округов.

## Известные люди
- Альберт Клёппер (1828—1905), протестантский богослов — родился в Вайтенхагене